# フォーセット航空251便墜落事故
フォーセット航空251便墜落事故は、1996年2月29日にペルーで発生した航空事故である。ホルヘ・チャベス国際空港からコロネル・FAP・カルロス・サンタ・ロサ国際空港へ向かっていたフォーセット航空251便（ボーイング737-222）が経由地のロドリゲス・バロン国際空港への進入中に墜落し、乗員乗客123人全員が死亡した:34。この事故はペルー国内で発生した航空事故としては最悪のものとなった。

## 事故機
事故機のボーイング737-222（OB-1451）は、1968年に製造番号19072として製造され、同年10月21日に初飛行を行った。2基のプラット・アンド・ホイットニー JT8D-7Bを搭載しており、10月28日にユナイテッド航空へN9034Uとして納入された。その後、1971年6月14日にアロハ航空へ売却され、N73714として再登録された。1980年10月下旬まで同社で運用された後にエア・カリフォルニアに売却された。さらにブラニフ航空、AL AC 2 Corpでの運用を経て、1991年7月15日にフォーセット航空の機材となった。

## 事故の経緯
| 国籍     | 乗客 | 乗員 | 合計 |
| -------- | ---- | ---- | ---- |
| ペルー   | 77   | 6    | 83   |
| チリ     | 33   | 0    | 33   |
| ベルギー | 2    | 0    | 2    |
| カナダ   | 2    | 0    | 2    |
| ボリビア | 2    | 0    | 2    |
| ブラジル | 1    | 0    | 1    |
| 合計     | 117  | 6    | 123  |

251便はホルヘ・チャベス国際空港
からロドリゲス・バロン国際空港
を経由してコロネル・FAP・カルロス・サンタ・ロサ国際空港へ向かう国内定期旅客便だった。同機には乗員6人乗客117人が搭乗していた:34。搭乗者の国籍は上記の表の通り。
PET19時10分、251便はホルヘ・チャベス国際空港を離陸し、ロドリゲス・バロン国際空港へ向かった。ロドリゲス・バロン国際空港へ接近し、パイロットは滑走路09へのVOR/DME進入を開始した。空港付近では雷雨や霧などが報告されており、視程は4kmまで減少していた。進入中、パイロットは管制官に9,500フィート (2,900 m)を飛行していると報告したが、実際の飛行高度は8,644フィート (2,635 m)であった。また、滑走路の照明が見えないため、明るさを上げるよう求めた。20時25分、251便は空港の2km手前に位置する、標高8,200フィート (2,500 m)の丘に墜落した。胴体部は衝突した尾根を越え、別の尾根に衝突し、尾部は谷に滑落した。墜落時の飛行高度は空港の標高である8,405フィート (2,562 m)よりも低かった。

## 事故調査
墜落前に火災が発生していたという目撃証言があったため、当初はエンジン故障が原因の可能性が示唆された。しかし、その後の調査で墜落時にエンジンが正常に動作していたことが判明した。
調査から、パイロットが高度計の圧力設定を誤り、その結果高度計に実際の飛行高度よりも高い数値が表示されていたことが判明した。